# شرکت خودروسازی آلمان مصر
شرکت خودروسازی آلمان مصر (انگلیسی: Egyptian German Automotive Company) شرکت خودروسازی مصری است، که در سال۱۹۹۶ تأسیس شد.